# Ernst Danielsen
Ernst Danielsen, nemški general in vojaški zdravnik, * 18. november 1891, † 1. junij 1980.

## Življenjepis
Leta 1910 je vstopil v vojsko in hkrati pričel s študijem medicine na Akademiji cesarja Wilhelma. Med prvo svetovno vojno je nato služil v več vojaških bolnišnicah in v polkih. Po vojni je ostal v oboroženih silah in zasedal različne položaje. 
Med drugo svetovno vojno je bil sprva divizijski zdravnik 19. pehotne divizije, nato pa 20. armadnega korpusa. Med letoma 1942 in 1943 je bil glavni medicinski častnik pri vojaškemu poveljniku za Ostland. Leta 1943 je bil postavljen v rezervo in naslednje leto se je upokojil.